# Antóci Dorottya
Antóci Dorottya (Zenta, 1996. január 4. –) magyar színésznő.

## Életpályája
1996-ban született. Gyermekkorát Martonoson töltötte. A zentai Bolyai Tehetséggondozó Gimnáziumban érettségizett. 2015–2020 között a Színház- és Filmművészeti Egyetem hallgatója, Hegedűs D. Géza és Forgács Péter osztályában. Egyetemi gyakorlatát a Vígszínházban töltötte, melynek 2020-2024 között tagja volt. 2024-től szabadúszó.

## Filmes és televíziós szerepei
- Szép csendben (2019) - Klári
- Nofilter (2019) - Luca
- A hentes (2021) - Szilvi
- …a szomszéd tehene (2024) - Nóri

## Színházi szerepei
- Gyarmati Kata: Mérföldkő (Vajdasági Tanyaszínház, 2012)
- Marius von Mayenburg: A kő - Hannah (Pesti Színház, 2021)
- Friedrich Dürrenmatt: Az öreg hölgy látogatása - Otilie, a lánya (Vígszínház, 2020)
- Presser Gábor–Sztevanovity Dusán–Horváth Péter: A padlás - Süni, fiatal lány, aki hegedülni tanul (Vígszínház, 1988)
- J. M. Synge: A Nyugat császára - Nelly (Pesti Színház, 2020)
- Charlie Chaplin: A diktátor - Ápolónő (Vígszínház, 2018)
- Lev Tolsztoj: Anna Karenina - Kitty Scserbackaja (Pesti Színház, 2019)
- F. Scott Fitzgerald–Kovács Adrián–Vecsei H. Miklós–ifj.Vidnyánszky Attila: A nagy Gatsby - Cathrine Mckee (Vígszínház, 2019)
- Vecsei H. Miklós–ifj.Vidnyánszky Attila: Kinek az ég alatt már senkije sincsen - Julianna (Pesti Színház, 2018)
- Hadar Galron: Mikve - Tehila (Pesti Színház)
- Molnár Ferenc: Liliom - Lujza (Vígszínház, 2018)
- Majgull Axelsson: Nem vagyok Miriam - Camilla (Házi színpad, Camilla)
- Csönd - Lány (Trafó, 2020)
- Jean-Paul Marat üldöztetése és meggyilkolása, ahogy a charentoni elmegyógyintézet színjátszói előadják De Sade úr betanításában (Ódry Színpad, 2019)
- Amphitryon (Ódry Színpad, 2019)
- Ahogy tetszik (Ódry Színpad, 2018)
- Tóth Krisztina: Játék (Ódry Színpad, 2018)
- Elsötétítés (Ódry Színpad, 2018)
- Az élet álom (Ódry Színpad, 2018)

## Díjai, elismerései
- A kiscsillag is csillag díj (2021)[9]
- Középiskolások Művészeti Vetélkedője 2012- Drámai monológ 1. hely
- Varsányi Irén-emlékgyűrű (2023)[10]